# Đường cao tốc Seohaean
| Các tuyến đường cao tốc trước năm 2001 (Điểm xuất phát tính trước ngày 24/08/2001) | Các tuyến đường cao tốc trước năm 2001 (Điểm xuất phát tính trước ngày 24/08/2001) | Các tuyến đường cao tốc trước năm 2001 (Điểm xuất phát tính trước ngày 24/08/2001) |
| ---------------------------------------------------------------------------------- | ---------------------------------------------------------------------------------- | ---------------------------------------------------------------------------------- |
| Kí hiệu tuyến đường Năm sử dụng                                                    |                                                                                    |                                                                                    |
| Năm 1994 ~ 1997                                                                    | Năm 1997 ~ 2001                                                                    |                                                                                    |
| Tên tuyến đường                                                                    | Đường cao tốc Seohaean (Đường cao tốc số 11)                                       | Đường cao tốc Seohaean (Đường cao tốc số 11)                                       |
| Điểm bắt đầu                                                                       | Jung-gu, Incheon                                                                   | Jung-gu, Incheon                                                                   |
| Điểm kết thúc                                                                      | Muan-gun, Jeollanam-do                                                             | Muan-gun, Jeollanam-do                                                             |

| Các tuyến đường cao tốc trước năm 2001 (Điểm xuất phát tính trước ngày 24/08/2001) | Các tuyến đường cao tốc trước năm 2001 (Điểm xuất phát tính trước ngày 24/08/2001) | Các tuyến đường cao tốc trước năm 2001 (Điểm xuất phát tính trước ngày 24/08/2001) |
| ---------------------------------------------------------------------------------- | ---------------------------------------------------------------------------------- | ---------------------------------------------------------------------------------- |
| Kí hiệu tuyến đường Năm sử dụng                                                    |                                                                                    |                                                                                    |
| Năm 1995 ~ 1997                                                                    | Năm 1997 ~ 2001                                                                    |                                                                                    |
| Tên tuyến đường                                                                    | Đường cao tốc Seoul–Ansan (Đường cao tốc số 16)                                    | Đường cao tốc Seoul–Ansan (Đường cao tốc số 16)                                    |
| Điểm bắt đầu                                                                       | Geumcheon-gu, Seoul                                                                | Geumcheon-gu, Seoul                                                                |
| Điểm kết thúc                                                                      | Ansan-si, Gyeonggi-do                                                              | Ansan-si, Gyeonggi-do                                                              |

Đường cao tốc Seohaean (Tiếng Hàn: 서해안고속도로; Seohaean Gosok Doro) hay Đường cao tốc số 15 (Tiếng Hàn: 고속국도 제15호선), nghĩa là "đường cao tốc bờ Tây", là một đường cao tốc ở Hàn Quốc, nối Mokpo đến Gunsan, Dangjin, và Seoul. Tổng chiều dài từ Seoul đến Mokpo là 345 km và giới hạn tốc độ là 110 km/h, thực thi chủ yếu bằng máy quét tốc độ. Nó nối Cầu Seohae ở Pyeongtaek với Dangjin.

Các tuyến cao tốc nhánh của cao tốc Seohaean là Đường cao tốc Seocheon–Gongju (Cao tốc số 151) và Đường cao tốc Pyeongtaek–Siheung (Cao tốc số 153)

## Lịch sử
- Tháng 12 năm 1991 - Công trình khởi công
- Tháng 5 năm1993 - Công trình bắt đầu từ cầu Seohae Grand
- 6 tháng 7 năm 1994 - Đoạn Seoul~Ansan mở cửa lưu thông.
- 17 tháng 12 năm 1996 - Đoạn Ansan~Pyeongtaek mở cửa lưu thông.
- 25 tháng 8 năm 1998 - Đoạn Mokpo~Muan mở cửa lưu thông.
- 30 tháng 10 năm 1998 - Đoạn Gunsan~Seocheon mở cửa lưu thông.
- 10 tháng 11 năm 2000 - Đoạn cầu Seohae Grand mở cửa lưu thông. và đoạn Pyeongtaek~Dangjin mở cửa lưu thông.
- 27 tháng 9 năm 2001 - Dangjin~Seocheon mở cửa lưu thông.
- 21 tháng 12 năm 2001 - Đoạn cuối, Gunsan~Muan mở cửa lưu thông.
- 30 tháng 7 năm 2010 - Thi công mở rộng 8 làn xe ở giao lộ Ansan~Iljik.
- 23 tháng 11 năm 2011 - Giao lộ Jungnim thông xe.
- Tháng 10 năm 2014 - Việc mở rộng cầu Seohae - Đoạn W.Pyeongtaek (10,3 km) bắt đầu được xây dựng.
- Tháng 11 năm 2014 - Việc mở rộng 10 làn xe của đoạn Ansan JCT - Jonam JCT (2,9 km) được hoàn thành.
- Tháng 6 năm 2015 - Việc mở rộng 10 làn xe của đoạn Jonam JCT - Mokgam IC (3,2 km) được hoàn thành.
- 23 tháng 12 năm 2015 - Hoàn thành việc mở rộng 10 làn xe đoạn Mokgam IC - Iljik JCT (3,8 km).
- 3 tháng 7 năm 2016 - Giao lộ Soha thông xe.

## Tổng quan

### Số làn đường
- Jukrim JC ~ Dangjin JC[1], Soha JC ~ Geumcheon IC (Phần cuối Seoul): Khứ hồi 4 làn
- Dangjin JC ~ Poseung JC, W.Pyeongtaek JC ~ Bibong IC, Maesong IC ~ Ansan JC: Khứ hồi 6 làn
- Poseung JC ~ Seopyeongtaek IC, Bibong IC ~ Maesong IC, Iljik IC ~ Soha IC: Khứ hồi 8 làn
- Seopyeongtaek IC ~ W.Pyeongtaek JC, Ansan JC ~ Iljik JC: Khứ hồi 10 làn

### Chiều dài
336.65 km

### Tốc độ giới hạn
- Jungnim JC - Maesong IC: Tối đa: 110 km/h, Tối thiểu: 50 km/h
- Maesong IC - Geumcheon IC: Tối đa: 100 km/h, Tối thiểu: 50 km/h

### Đường hầm
| Tên              | Vị trí                                                         | Chiều dài | Năm hoàn thành | Ghi chú     |
| ---------------- | -------------------------------------------------------------- | --------- | -------------- | ----------- |
| Hầm Mongtan 3    | Yakgok-ri, Mongtan-myeon, Muan-gun, Jeollanam-do               | 590m      | 1998           | Hướng Seoul |
| Hầm Mongtan 3    | Yakgok-ri, Mongtan-myeon, Muan-gun, Jeollanam-do               | 550m      | 1998           | Hướng Mokpo |
| Hầm Mongtan 2    | Gusan-ri, Mongtan-myeon, Muan-gun, Jeollanam-do                | 540m      | 1998           | Hướng Seoul |
| Hầm Mongtan 2    | Gusan-ri, Mongtan-myeon, Muan-gun, Jeollanam-do                | 550m      | 1998           | Hướng Mokpo |
| Hầm Mongtan 1    | Nae-ri, Mongtan-myeon, Muan-gun, Jeollanam-do                  | 280m      | 1998           | Hướng Seoul |
| Hầm Mongtan 1    | Nae-ri, Mongtan-myeon, Muan-gun, Jeollanam-do                  | 290m      | 1998           | Hướng Mokpo |
| Hầm Muan 4       | Dasan-ri, Mongtan-myeon, Muan-gun, Jeollanam-do                | 280m      | 1998           | Hướng Seoul |
| Hầm Muan 4       | Dasan-ri, Mongtan-myeon, Muan-gun, Jeollanam-do                | 310m      | 1998           | Hướng Mokpo |
| Hầm Muan 3       | Seongam-ri, Muan-eup, Muan-gun, Jeollanam-do                   | 280m      | 1998           |             |
| Hầm Muan 2       | Seongam-ri, Muan-eup, Muan-gun, Jeollanam-do                   | 310m      | 1998           | Hướng Seoul |
| Hầm Muan 2       | Seongam-ri, Muan-eup, Muan-gun, Jeollanam-do                   | 320m      | 1998           | Hướng Mokpo |
| Hầm Muan 1       | Seongdong-ri, Muan-eup, Muan-gun, Jeollanam-do                 | 480m      | 1998           |             |
| Hầm Hampyeong    | Gyecheon-ri, Singwang-myeon, Hampyeong-gun, Jeollanam-do       | 440m      | 2001           | Hướng Seoul |
| Hầm Hampyeong    | Gyecheon-ri, Singwang-myeon, Hampyeong-gun, Jeollanam-do       | 450m      | 2001           | Hướng Mokpo |
| Hầm Yeonggwang 2 | Bora-ri, Gunseo-myeon, Yeonggwang-gun, Jeollanam-do            | 590m      | 2001           | Hướng Seoul |
| Hầm Yeonggwang 2 | Bora-ri, Gunseo-myeon, Yeonggwang-gun, Jeollanam-do            | 560m      | 2001           | Hướng Mokpo |
| Hầm Yeonggwang 1 | Yeongyang-ri, Myoryang-myeon, Yeonggwang-gun, Jeollanam-do     | 860m      | 2001           | Hướng Seoul |
| Hầm Yeonggwang 1 | Yeongyang-ri, Myoryang-myeon, Yeonggwang-gun, Jeollanam-do     | 870m      | 2001           | Hướng Mokpo |
| Hầm Daemyung     | Daemyeong-ri, Seongsan-myeon, Gunsan-si, Jeonbuk               | 330m      | 1998           |             |
| Hầm Jongcheon    | Dangjeong-ri, Jongcheon-myeon, Seocheon-gun, Chungcheongnam-do | 819m      | 2001           | Hướng Seoul |
| Hầm Jongcheon    | Dangjeong-ri, Jongcheon-myeon, Seocheon-gun, Chungcheongnam-do | 879m      | 2001           | Hướng Mokpo |
| Hầm Biin         | Seongbuk-ri, Biin-myeon, Seocheon-gun, Chungcheongnam-do       | 776m      | 2001           | Hướng Seoul |
| Hầm Biin         | Seongbuk-ri, Biin-myeon, Seocheon-gun, Chungcheongnam-do       | 790m      | 2001           | Hướng Mokpo |
| Hầm Ungcheon     | Jeungsan-ri, Jusan-myeon, Boryeong-si, Chungcheongnam-do       | 500m      | 2001           | Hướng Seoul |
| Hầm Ungcheon     | Jeungsan-ri, Jusan-myeon, Boryeong-si, Chungcheongnam-do       | 520m      | 2001           | Hướng Mokpo |
| Hầm Unsan        | Sinchang-ri, Unsan-myeon, Seosan-si, Chungcheongnam-do         | 80m       | 2001           |             |
| Hầm Yongdam      | Geongeon-dong, Sangnok-gu, Ansan-si, Gyeonggi-do               | 766m      | 1996           | Hướng Seoul |
| Hầm Yongdam      | Geongeon-dong, Sangnok-gu, Ansan-si, Gyeonggi-do               | 853m      | 1996           | Hướng Mokpo |
| Hầm Palgok       | Palgok-il-dong, Sangnok-gu, Ansan-si, Gyeonggi-do              | 351m      | 1996           | Hướng Seoul |
| Hầm Palgok       | Palgok-il-dong, Sangnok-gu, Ansan-si, Gyeonggi-do              | 336m      | 1996           | Hướng Mokpo |
| Hầm Soonsan      | Dundae-dong, Gunpo-si, Gyeonggi-do                             | 684m      | 1996           | Hướng Seoul |
| Hầm Soonsan      | Dundae-dong, Gunpo-si, Gyeonggi-do                             | 627m      | 1996           | Hướng Mokpo |

## Nút giao thông · Giao lộ
- IC và JC: Giao lộ, TG: Trạm thu phí, SA: Khu vực dịch vụ.
- Đơn vị đo khoảng cách là km.

| Số                                                         | Tên                                                    | Tên                                                    | Khoảng cách                                            | Tổng khoảng cách                                       | Kết nối | Vị trí                                                 | Vị trí                                                 | Ghi chú |
| Số                                                         | Tiếng Anh                                              | Hangul                                                 | Khoảng cách                                            | Tổng khoảng cách                                       | Kết nối | Vị trí                                                 | Vị trí                                                 | Ghi chú |
| Kết nối trực tiếp với Quốc lộ 2 Đường cao tốc Seohaean     | Kết nối trực tiếp với Quốc lộ 2 Đường cao tốc Seohaean | Kết nối trực tiếp với Quốc lộ 2 Đường cao tốc Seohaean | Kết nối trực tiếp với Quốc lộ 2 Đường cao tốc Seohaean | Kết nối trực tiếp với Quốc lộ 2 Đường cao tốc Seohaean | Kết nối trực tiếp với Quốc lộ 2 Đường cao tốc Seohaean                                                                                   | Kết nối trực tiếp với Quốc lộ 2 Đường cao tốc Seohaean | Kết nối trực tiếp với Quốc lộ 2 Đường cao tốc Seohaean | Kết nối trực tiếp với Quốc lộ 2 Đường cao tốc Seohaean                                                              |
| ---------------------------------------------------------- | ------------------------------------------------------ | ------------------------------------------------------ | ------------------------------------------------------ | ------------------------------------------------------ | --- | ------------------------------------------------------ | ------------------------------------------------------ | --- |
|                                                            | Jungnim JC                                             | 죽림 분기점                                            | -                                                      | 4.16                                                   | Quốc lộ 2 (Đường cao tốc Seohaean, Muyeong-ro) ( Đường cao tốc Namhae)                                                                   | Jeollanam-do                                           | Muan-gun                                               | Kết nối gián tiếp với Đường cao tốc Namhae khi đi vào hướng Namak                                                   |
| 2                                                          | Illo                                                   | 일로                                                   | 2.10                                                   | 6.26                                                   | Tỉnh lộ 815 (Munhwa-ro) Tỉnh lộ 820 (Samil-ro·Imseong-ro)                                                                                | Jeollanam-do                                           | Muan-gun                                               | Lối vào hướng Muan Trả phí khi vào hướng Seoul                                                                      |
| TG                                                         | Mokpo TG                                               | 목포 요금소                                            |                                                        |                                                        | | Jeollanam-do                                           | Muan-gun                                               | Trạm thu phí chính                                                                                                  |
| 3                                                          | Muan                                                   | 무안                                                   | 17.28                                                  | 23.54                                                  | Quốc lộ 1 (Yeongsan-ro) Tỉnh lộ 60 (Yeongsan-ro) Tỉnh lộ 811 (Yeongsan-ro)                                                               | Jeollanam-do                                           | Muan-gun                                               | Nằm giữa Hampyeong-gun Eomda-myeon                                                                                  |
| 4                                                          | Hampyeong JC                                           | 함평 분기점                                            | 2.46                                                   | 26.00                                                  | Đường cao tốc Muan–Gwangju | Jeollanam-do                                           | Hampyeong-gun                                          | |
| SA                                                         | Hampyeong Cheonji SA                                   | 함평천지휴게소                                         |                                                        |                                                        | | Jeollanam-do                                           | Hampyeong-gun                                          | Hướng Muan |
| 5                                                          | Hampyeong                                              | 함평                                                   | 7.81                                                   | 33.81                                                  | Quốc lộ 23 (Hamyeong-ro) | Jeollanam-do                                           | Hampyeong-gun                                          | |
| SA                                                         | Hampyeong Cheonji SA                                   | 함평천지휴게소                                         |                                                        |                                                        | | Jeollanam-do                                           | Hampyeong-gun                                          | Hướng Seoul |
| 5-1 SA                                                     | Bulgapsan Yeonggwang SA                                | 불갑산 영광휴게소                                      |                                                        |                                                        | | Jeollanam-do                                           | Yeonggwang-gun                                         | Hướng Muan (nơi nghỉ ngơi tạm thời) không có trạm xăng Chỉ cho phép Hi-Pass                                         |
| 6                                                          | Yeonggwang                                             | 영광                                                   | 24.33                                                  | 58.14                                                  | Quốc lộ 23 (Yeongdae-ro) | Jeollanam-do                                           | Yeonggwang-gun                                         | |
| 7                                                          | Gochang JC                                             | 고창 분기점                                            | 16.06                                                  | 74.20                                                  | Đường cao tốc Gochang–Damyang | Jeonbuk                                                | Gochang-gun                                            | |
| 8                                                          | Gochang                                                | 고창                                                   | 2.74                                                   | 76.94                                                  | Quốc lộ 23 (Goindol-daero) Tỉnh lộ 15 (Dongseo-daero) Jungang-ro                                                                         | Jeonbuk                                                | Gochang-gun                                            | |
| SA                                                         | Gochang-Goindol SA                                     | 고창고인돌휴게소                                       |                                                        |                                                        | | Jeonbuk                                                | Gochang-gun                                            | Cả 2 hướng |
| 9                                                          | Seonunsan                                              | 선운산                                                 | 7.91                                                   | 84.85                                                  | Quốc lộ 22 (Seonun-daero) Quốc lộ 23 (Goindol-daero)                                                                                     | Jeonbuk                                                | Gochang-gun                                            | |
| 10                                                         | Julpo                                                  | 줄포                                                   | 9.87                                                   | 94.72                                                  | Tỉnh lộ 710 (Jueul-ro) | Jeonbuk                                                | Buan-gun                                               | |
| SA                                                         | Buan Goryeo Celadon SA                                 | 부안고려청자휴게소                                     |                                                        |                                                        | | Jeonbuk                                                | Buan-gun                                               | Cả 2 hướng |
| 11                                                         | Buan                                                   | 부안                                                   | 16.18                                                  | 110.90                                                 | Quốc lộ 30 (Buryeong-ro·Hawon-ro) Tỉnh lộ 747 (Deoksin-ro)                                                                               | Jeonbuk                                                | Buan-gun                                               | |
| 12                                                         | W.Gimje                                                | 서김제                                                 | 13.93                                                  | 124.83                                                 | Quốc lộ 29 (Geumman-ro) Mangyeong-ro·Seokgyo-ro                                                                                          | Jeonbuk                                                | Gimje-si                                               | |
| 13                                                         | E.Gunsan                                               | 동군산                                                 | 12.55                                                  | 137.38                                                 | Quốc lộ 21 (Saemangeumbuk-ro) Quốc lộ 26 (Beongyeong-ro) Quốc lộ 29 (Geumman-ro·Saemangeumbuk-ro)                                        | Jeonbuk                                                | Gunsan-gun                                             | |
| SA                                                         | Gunsan SA                                              | 군산휴게소                                             |                                                        |                                                        | | Jeonbuk                                                | Gunsan-gun                                             | Hướng Muan |
| 14                                                         | Gunsan                                                 | 군산                                                   | 8.40                                                   | 145.78                                                 | Quốc lộ 27 (Gunam-ro·Gunik-ro) Tỉnh lộ 706 (Gunam-ro·Sibjadeul-ro) Tỉnh lộ 709 (Donggunsan-ro·Oseong-ro)                                 | Jeonbuk                                                | Gunsan-gun                                             | |
| SA                                                         | Gunsan SA                                              | 군산휴게소                                             |                                                        |                                                        | | Jeonbuk                                                | Gunsan-gun                                             | Hướng Seoul |
| 15                                                         | E.Seocheon JC                                          | 동서천 분기점                                          | 6.23                                                   | 152.01                                                 | Đường cao tốc Seocheon–Gongju | Chungcheongnam-do                                      | Seocheon-gun                                           | |
| 16                                                         | Seocheon                                               | 서천                                                   | 8.98                                                   | 160.99                                                 | Quốc lộ 4 (Daebaekje-ro) | Chungcheongnam-do                                      | Seocheon-gun                                           | |
| SA                                                         | Seocheon SA                                            | 서천휴게소                                             |                                                        |                                                        | | Chungcheongnam-do                                      | Seocheon-gun                                           | Cả 2 hướng |
| 17                                                         | Chunjangdae                                            | 춘장대                                                 | 11.91                                                  | 172.90                                                 | Quốc lộ 21 (Chungseo-ro) Quốc lộ 77 (Chungseo-ro)                                                                                        | Chungcheongnam-do                                      | Seocheon-gun                                           | |
| 18                                                         | Muchangpo                                              | 무창포                                                 | 8.71                                                   | 181.61                                                 | Quốc lộ 21 (Chungseo-ro) Quốc lộ 77 (Chungseo-ro) Tỉnh lộ 606 (Muchangpo-ro) Tỉnh lộ 607 (Nampojoje-ro)                                  | Chungcheongnam-do                                      | Boryeong-si                                            | |
| 19                                                         | Daecheon                                               | 대천                                                   | 11.99                                                  | 193.60                                                 | Quốc lộ 36 (Daehae-ro) Quốc lộ 77 (Daehae-ro) Tỉnh lộ 607 (Daehae-ro)                                                                    | Chungcheongnam-do                                      | Boryeong-si                                            | |
| SA                                                         | Daecheon SA                                            | 대천휴게소                                             |                                                        |                                                        | | Chungcheongnam-do                                      | Boryeong-si                                            | Cả 2 hướng |
| 20                                                         | Gwangcheon                                             | 광천                                                   | 19.72                                                  | 213.32                                                 | Tỉnh lộ 96 (Hongnam-ro) | Chungcheongnam-do                                      | Boryeong-si                                            | |
| SA                                                         | Hongseong SA                                           | 홍성휴게소                                             |                                                        |                                                        | | Chungcheongnam-do                                      | Hongseong-gun                                          | Cả 2 hướng |
| 21                                                         | Hongseong                                              | 홍성                                                   | 10.80                                                  | 224.12                                                 | Quốc lộ 29 (Naepo-ro) Quốc lộ 40 (Naepo-ro·Sudeoksa-ro)                                                                                  | Chungcheongnam-do                                      | Hongseong-gun                                          | |
| 22                                                         | Haemi                                                  | 해미                                                   | 13.68                                                  | 237.80                                                 | Quốc lộ 45 (Hanti-ro) Tỉnh lộ 70 (Hanti-ro)                                                                                              | Chungcheongnam-do                                      | Seosan-si                                              | |
| SA                                                         | Seosan SA                                              | 서산휴게소                                             |                                                        |                                                        | | Chungcheongnam-do                                      | Seosan-si                                              | Cả 2 hướng |
| 23                                                         | Seosan                                                 | 서산                                                   | 10.72                                                  | 248.52                                                 | Quốc lộ 32 (Seohae-ro) Tỉnh lộ 70 (Seohae-ro·Jungang-ro) Unam-ro                                                                         | Chungcheongnam-do                                      | Seosan-si                                              | |
| 24                                                         | Dangjin JC                                             | 당진 분기점                                            | 6.56                                                   | 255.08                                                 | Đường cao tốc Seosan–Yeongdeok | Chungcheongnam-do                                      | Dangjin-si                                             | |
| 25                                                         | Dangjin                                                | 당진                                                   | 9.39                                                   | 264.47                                                 | Quốc lộ 32 (Seohae-ro·Yedangpyeongya-ro) Quốc lộ 34 (Seohae-ro) Banchon-ro                                                               | Chungcheongnam-do                                      | Dangjin-si                                             | |
| 26                                                         | Songak                                                 | 송악                                                   | 8.07                                                   | 272.54                                                 | Quốc lộ 38 (Bukbusaneob-ro) Quốc lộ 77 (Bukbusaneob-ro) Tỉnh lộ 319 (Songak-ro)                                                          | Chungcheongnam-do                                      | Dangjin-si                                             | |
| SA                                                         | Haengdam Island SA                                     | 행담도휴게소                                           |                                                        |                                                        | | Chungcheongnam-do                                      | Dangjin-si                                             | Cả 2 hướng |
|                                                            | Poseung                                                | 포승                                                   |                                                        |                                                        | Quốc lộ 38 (Seodongdae-ro) | Gyeonggi-do                                            | Pyeongtaek-si                                          | Nút giao tạm thời đóng cửa từ 1 tháng 6 năm 2000                                                                    |
| 27                                                         | W.Pyeongtaek                                           | 서평택                                                 | 12.64                                                  | 285.18                                                 | Quốc lộ 38 (Seodong-daero) Quốc lộ 77 (Poseunghyangnam-ro) Quốc lộ 82 (Poseunghyangnam-ro) Tỉnh lộ 82 (Poseunghyangnam-ro)               | Gyeonggi-do                                            | Pyeongtaek-si                                          | |
| 28                                                         | W.Pyeongtaek JC                                        | 서평택 분기점                                          | 6.53                                                   | 291.71                                                 | Đường cao tốc Pyeongtaek–Jecheon Đường cao tốc Pyeongtaek–Siheung                                                                        | Gyeonggi-do                                            | Pyeongtaek-si                                          | Trong trường hợp đi theo hướng Muan, không thể đi vào Đường cao tốc Pyeongtaek–Siheung (Theo hướng Siheung)         |
| 29                                                         | Baran                                                  | 발안                                                   | 7.82                                                   | 299.53                                                 | Quốc lộ 39 (Seohae-ro) Tỉnh lộ 82 (Samcheonbyeongma-ro·Pureundeulpan-ro) Balanyanggam-ro·3.1 Manse-ro                                    | Gyeonggi-do                                            | Hwaseong-si                                            | |
| SA                                                         | Hwaseong SA                                            | 화성휴게소                                             |                                                        |                                                        | | Gyeonggi-do                                            | Hwaseong-si                                            | Cả 2 hướng |
| 29-1                                                       | Paltan JC                                              | 팔탄 분기점                                            |                                                        |                                                        | Đường cao tốc vành đai 2 vùng thủ đô Seoul                                                                                               | Gyeonggi-do                                            | Hwaseong-si                                            | |
| 30                                                         | Bibong                                                 | 비봉                                                   | 13.62                                                  | 313.15                                                 | Quốc lộ 39 (Seohae-ro) Tỉnh lộ 313 (Hwaseong-ro)                                                                                         | Gyeonggi-do                                            | Hwaseong-si                                            | |
| SA                                                         | Maesong SA                                             | 매송휴게소                                             |                                                        |                                                        | | Gyeonggi-do                                            | Hwaseong-si                                            | Trạm thu phí cũ Maesong đi được cả 2 hướng                                                                          |
| 31                                                         | Maesong                                                | 매송                                                   | 4.02                                                   | 317.17                                                 | Quốc lộ 39 (Suin-ro) Quốc lộ 42 (Suin-ro) Tỉnh lộ 84 (Maesong-ro) Tỉnh lộ 98 (Maesong-ro) Gakgol-ro·Yongdam-ro Pureundeulpan-ro·Haean-ro | Gyeonggi-do                                            | Hwaseong-si                                            | |
| 31-1                                                       | Palgok JC                                              | 팔곡 분기점                                            | 3.80                                                   | 320.97                                                 | Đường cao tốc Yeongdong | Gyeonggi-do                                            | Ansan-si                                               | Không thể đi vào Đường cao tốc Yeongdong (hướng Gangneung) Trong trường hợp hướng Muan liên quan đến Giao lộ Dundae |
| 32                                                         | Ansan JC                                               | 안산 분기점                                            | 5.12                                                   | 326.09                                                 | Đường cao tốc Yeongdong | Gyeonggi-do                                            | Ansan-si                                               | Trong trường hợp đi hướng Seoul, không thể đi vào Đường cao tốc Yeongdong (hướng Gangneung)                         |
| TG                                                         | W.Seoul TG                                             | 서서울 요금소                                          |                                                        |                                                        | | Gyeonggi-do                                            | Ansan-si                                               | Trạm thu phí chính                                                                                                  |
| 33                                                         | Jonam JC                                               | 조남 분기점                                            | 2.89                                                   | 328.98                                                 | Đường cao tốc vành đai 1 vùng thủ đô Seoul                                                                                               | Gyeonggi-do                                            | Siheung-si                                             | |
| SA                                                         | Mokgam SA                                              | 목감휴게소                                             |                                                        |                                                        | | Gyeonggi-do                                            | Siheung-si                                             | Hướng Seoul Tạm thời đóng cửa vào ngày 31 tháng 7 năm 2021                                                          |
| 34                                                         | Mokgam                                                 | 목감                                                   | 3.16                                                   | 332.14                                                 | Quốc lộ 42 (Suin-ro) Tỉnh lộ 330 (Đường cao tốc Gyeongin thứ 3) Dongseo-ro                                                               | Gyeonggi-do                                            | Siheung-si                                             | |
| 35                                                         | Gwangmyeong Stn.                                       | 광명역                                                 | 1.15                                                   | 333.29                                                 | Gwangmyeongyeok-ro·Seodok-ro | Gyeonggi-do                                            | Anyang-si                                              | |
| 36                                                         | Iljik JC                                               | 일직 분기점                                            | 2.67                                                   | 335.96                                                 | Đường cao tốc Gyeongin thứ hai | Gyeonggi-do                                            | Gwangmyeong-si                                         | |
| 37                                                         | Soha JC                                                | 소하 분기점                                            |                                                        |                                                        | Đường 94 thành phố Seoul (Gangnamsunhwan-ro)                                                                                             | Gyeonggi-do                                            | Gwangmyeong-si                                         | Trong trường hợp hướng Muan, không thể vào Đường vành đai Gangnam (hướng Seocho)                                    |
|                                                            | Geumcheon                                              | 금천                                                   | 4.20                                                   | 340.16                                                 | Quốc lộ 1 (Seobuganseondoro·Anyangcheon-ro)                                                                                              | Seoul                                                  | Geumcheon-gu                                           | Chỉ được phép vào Seoul và ra Muan                                                                                  |
|                                                            | Seoul                                                  | 서울종점                                               | 0.65                                                   | 340.81                                                 | | Seoul                                                  | Geumcheon-gu                                           | |
| Kết nối trực tiếp với Quốc lộ 1 Đường cao tốc đô thị Seobu |                                                        |                                                        |                                                        |                                                        | |                                                        |                                                        | |

## Hình ảnh

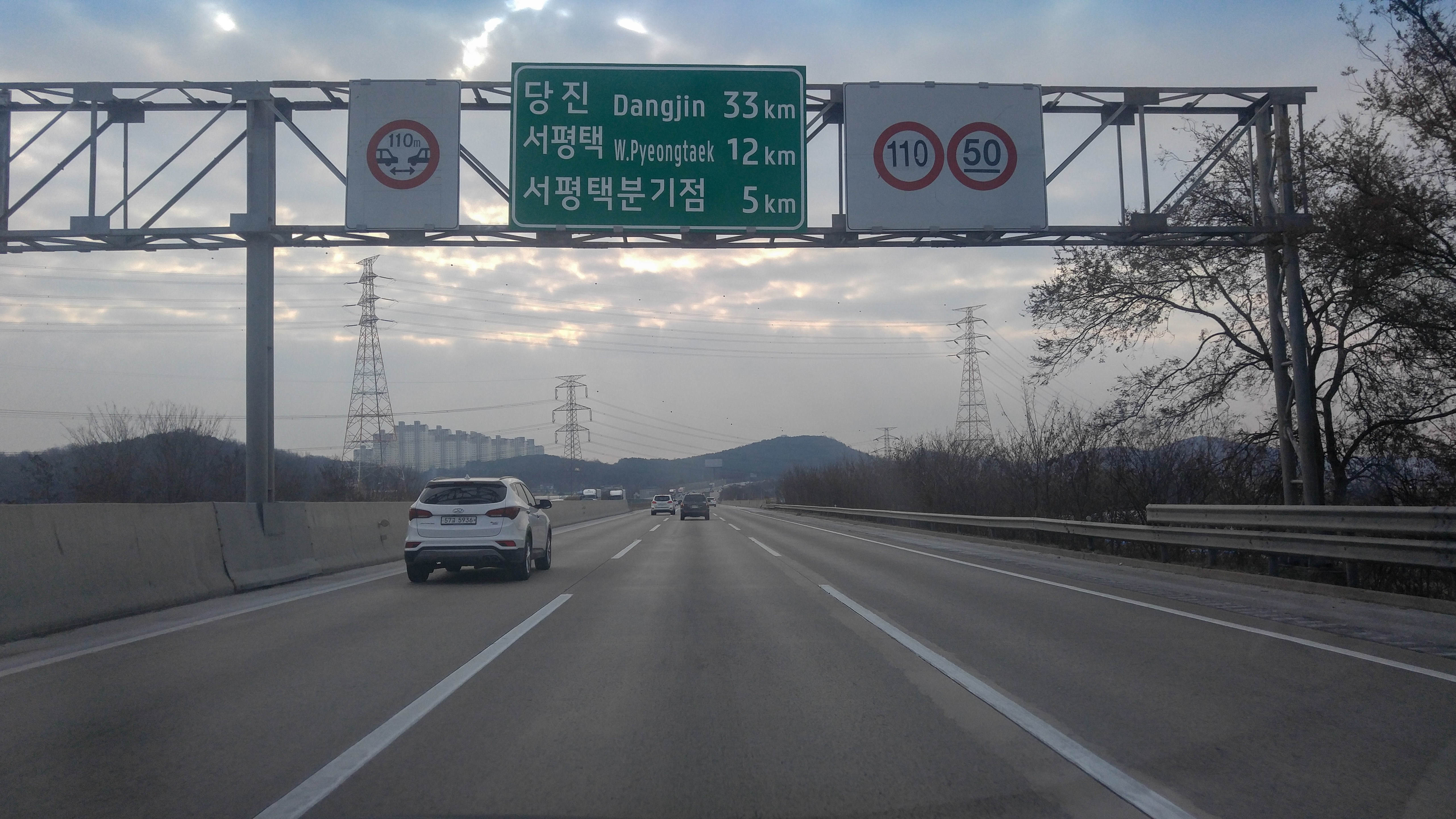
Toàn cảnh giao lộ Balan (Hướng đi xuống)
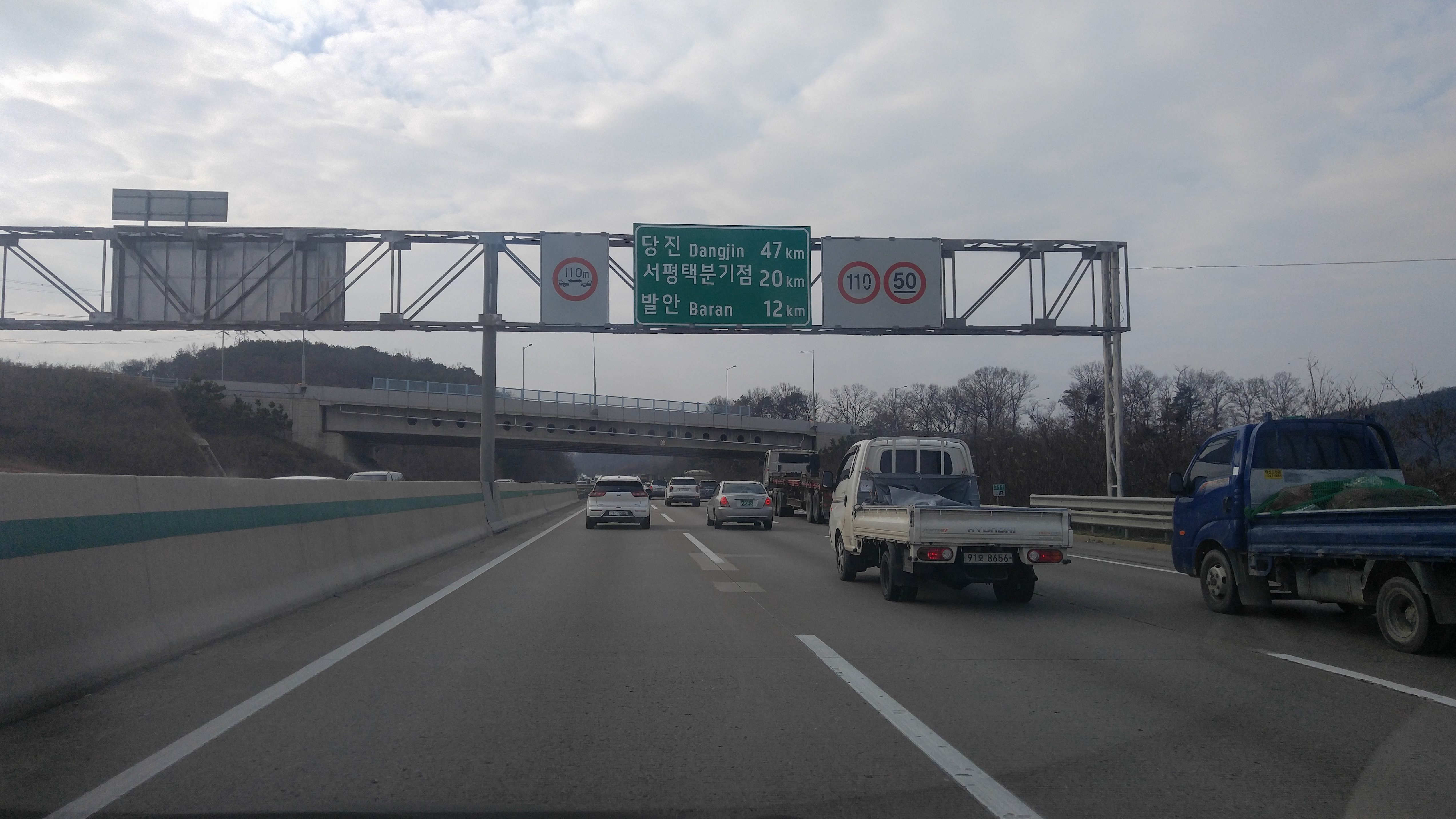
Toàn cảnh giao lộ Bibong (Hướng đi xuống)
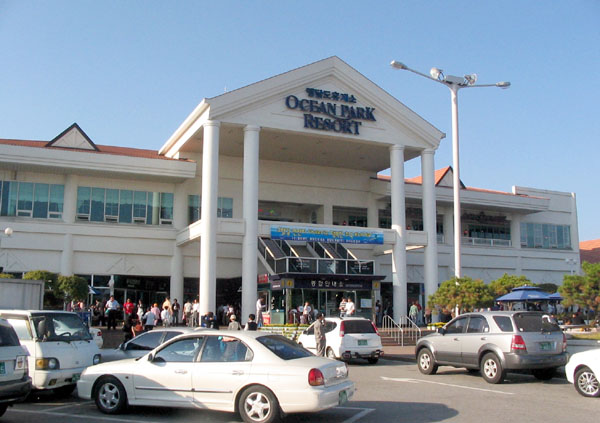
Khu dịch vụ Haengdamdo
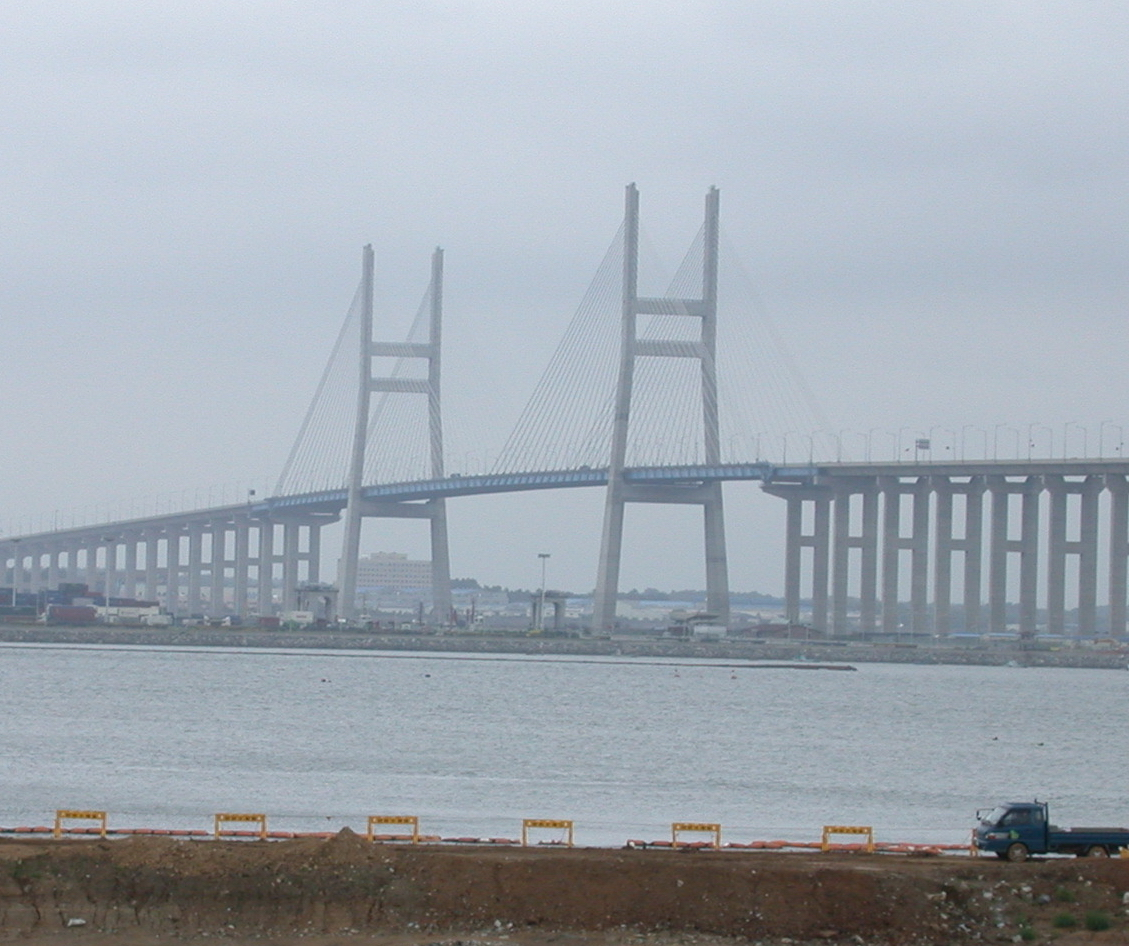
Cầu Seohae

## Liên kết
- MOLIT Chính phủ Hàn Quốc, Bộ nhà đất, hạ tầng và giao thông vận tải Hàn Quốc